# Pexopsis orientalis
Pexopsis orientalis là một loài ruồi trong họ Tachinidae.